# Andrássy Miklós
Csíkszentkirályi és krasznahorkai báró Andrássy Miklós (1657 – 1729) ferences szerzetes, kuruc ezredes, a "dervisgenerális". A báróságot elnyerő Andrássy Miklós, Gömör megyei főispán fia, Andrássy István, Andrássy György és Andrássy Pál kuruc generálisok testvére.

## Élete
Gyermek- és fiatal koráról nem tudunk. Testvéreinek születési ideje is bizonytalan, a források ellentmondásosak, a valószínűsíthető sorrend és születési évek: Péter 1646, István 1648, György 1651, Anna 1652, Pál 1655, Miklós 1657, János 1661, Klára 1666, Mátyás 1668 - utóbbi kettő féltestvér, apjuk második feleségétől, Kerekes Erzsébettől. 
Katonai szerepvállalása előtt ferences rendi barátként különböző rendházak főnökségeit viselte: Egerben (1694), Szendrőn (1695), Füleken. 1696-ban a szécsényi ferences rendház felújításának költségét vállalja. 1698-ban a füleki rendház újjáépítésének vezetésével bízzák meg.
Károlyi Sándor kuruccá válása után, 1703-ban elhagyta a kassai rendházat, és csatlakozott a mozgalomhoz. Egy elsősorban krími tatárokból álló, könnyűlovas egységet vezetett. Seregére vonatkozókat Nagykőrösön 1704. ápr. 7-én a kecskeméti tanácsnak írt leveléből ismerjük: németek, svédek, szászok, kozákok, lengyelek, tatárok, magyarok alkották. Ezeket a maguk egységei szerint külön kellett elszállásolni, mert egymás nyelvét sem értették. A levél eredetije BKML. KVL. Ro. 1703—1704. évi kötetében található. Minthogy muzulmán katonái voltak, és a papi ruhát nem vetette le, ekkoriban ragadt rá a "dervis basa", "derviskapitány", "dervisgenerális" név.
1704 végén, november első felében a Bottyán János generális parancsnoksága alatt találjuk a csapatot, november utolsó napjaiban az Ocskay László parancsnoksága alatt álló hadoszlopban harcoltak, majd Ausztriában portyáztak. Ekkor Andrássy nem lehetett velük, hiszen II. Rákóczi Ferenc fejedelem 1704. november 9-én érsekújvári táborából tudatta Kecskemét, Nagykőrös és Cegléd bíráival, hogy "tiszteletes páter Andrássy Miklóst" bízza meg azzal a feladattal, hogy a három város "otthon lappangó hadait" összegyűjtse. 1704. december 24-én a páter Ceglédről küldött utasítást Szűcs Farkas szegedi hadnagynak a csapatok útnak indítására. A nagyszombati csata után 1704 végén–1705 tavaszán Bercsényi Miklós felvidéki kuruc haderejében több hadműveletben is részt vettek, majd az Esterházy Dániel generális által vezetett seregben találjuk őket, ekkor újra Andrássy a parancsnokuk. Következő említésekor a barát a fejedelem biztosaként 1705 májusában érkezett Rozsnyóra, azzal a céllal és küldetéssel, hogy a másfél százados vallási türelmetlenség által sújtott városban a fejedelem nevében kihirdesse a szabad vallásgyakorlatot. 1705 augusztusában Ilosvay Imre ezereskapitány lovasezredének parancsnokságát veszi át.
1707-ben tért vissza a császár hűségére, január 23-án levélben tudatta Bercsényivel szándékát. Szökésének pontos módját inasának, Putnoki Mátyás Jánosnak vallomásából ismerjük.
A szabadságharc után testvéreivel együtt kegyelmet kapott, 1713 és 1725 között a kanizsai ferences rendház gvárdiánja volt. Az addig vontatottan haladó templom- és kolostorépítés az ő vezetésével gyorsult fel: 1714-ben ő tette le a Szent József templom szentélyének alapkövét, majd még tizenegy éven át maradt a szerzetesek itteni vezetője.
Nevét széles körben Jókai Mór: A lőcsei fehér asszony című regénye tette ismertté. Jókai - tévesen - cisztercita ("fehér csuhás") barátként írta le.